# Anydrophila stuebeli
Anydrophila stuebeli is een vlinder uit de familie spinneruilen (Erebidae). De wetenschappelijke naam is voor het eerst geldig gepubliceerd in 1891 door Calberla.
De soort komt voor in tropisch Afrika.